# Gynaephora groenlandica
Gynaephora groenlandica ist ein Schmetterling (Nachtfalter) aus der Unterfamilie der Trägspinner (Lymantriinae).

## Merkmale

### Falter
Die Männchen erreichen eine Flügelspannweite von 35 bis 38, die Weibchen von 40 bis 46  Millimetern. Bei beiden Geschlechtern ist die Farbe der zeichnungsarmen Vorderflügeloberseite hellgrau, zuweilen leicht dunkelgrau marmoriert. Die Hinterflügeloberseite ist weißgrau gefärbt. Alle Flügel sind pergamentartig, d. h. sehr dünn beschuppt und zeigen je einen mehr oder weniger stark ausgeprägten, schwärzlichen, halbmondförmigen Diskoidalfleck. Die Fühler der Männchen sind stark bewimpert.

### Raupe
Die Raupen sind gelbbraun bis rotbraun gefärbt und sehr lang und dicht behaart. Das dichte Haarkleid ist für das Überstehen des arktischen Winters lebensnotwendig. Auf den mittleren Segmenten zeigen sie mehr oder weniger stark ausgeprägte gelbe Haarbüschel.

### Ähnliche Arten
Gynaephora rossii besiedelt etwas gemäßigtere Klimazonen. In den wenigen Regionen, in denen diese Art zusammen mit Gynaephora groenlandica vorkommt, ist eine Unterscheidung mittels DNA-Barcoding möglich.

## Vorkommen

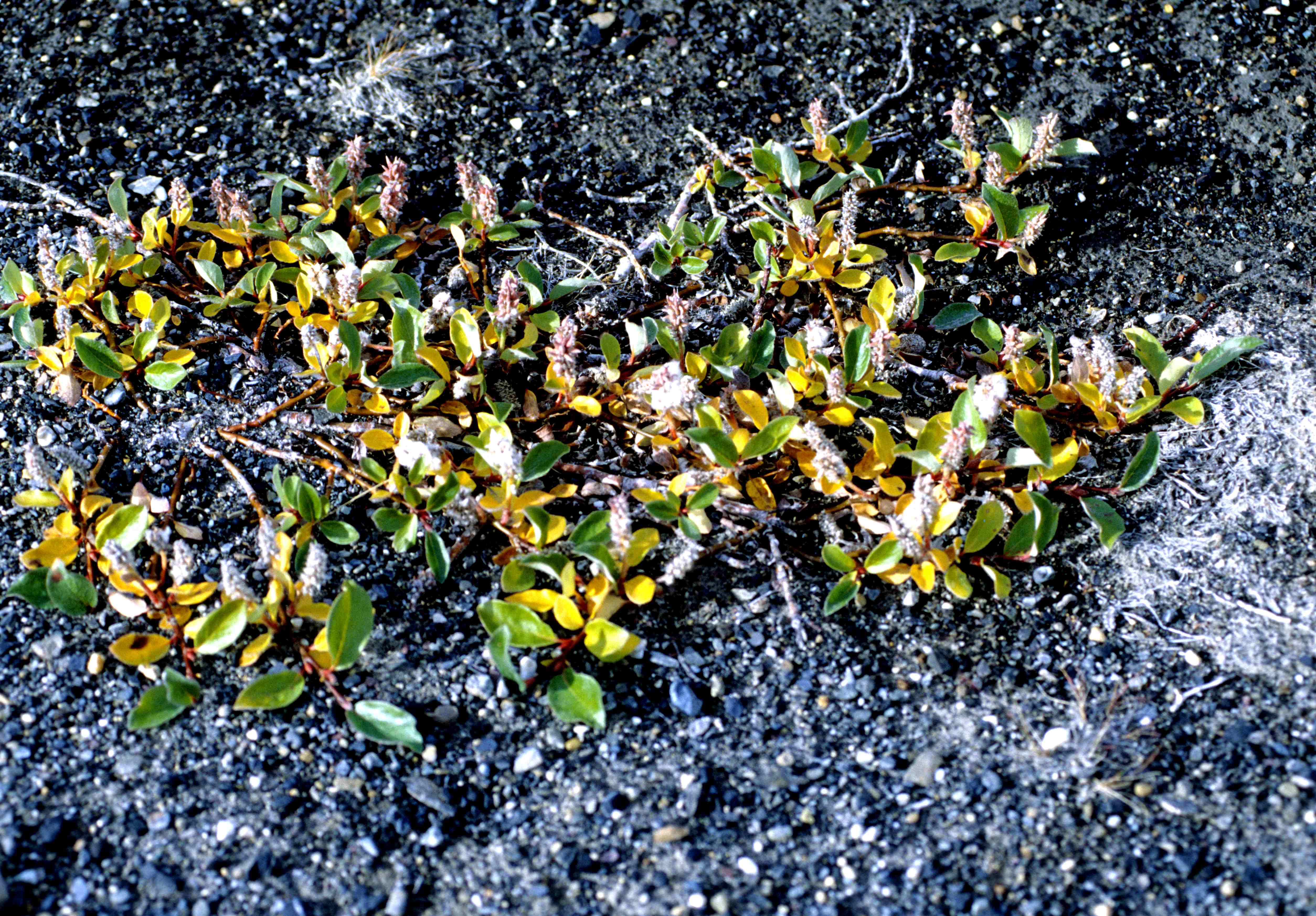
Arktische Weide, die Hauptnahrungspflanze der Raupe

Gynaephora groenlandica kommt im hocharktischen Gürtel Kanadas und Grönlands sowie auf der Wrangelinsel vor. Einige isolierte Funde wurden auch aus weiter südlich gelegenen Gebieten im Yukon-Territorium gemeldet.

## Lebensweise
Die tagaktiven Falter fliegen nur eine kurze Zeit während des arktischen Sommers, schwerpunktmäßig im Juli und August. Die Weibchen sind zwar flugfähig, jedoch sehr flugträge. Die Art benötigt für die Entwicklung sieben Jahre. Dies hängt damit zusammen, dass die Raupen pro Jahr lediglich für etwa drei bis vier Wochen von den Nahrungspflanzen fressen, die nur in diesem kurzen Zeitrahmen die von den Raupen benötigten nahrhaften Inhaltsstoffe bilden. Ältere Angaben, die eine 14 Jahre dauernde Entwicklungszeit nennen, konnten aktuell nicht bestätigt werden. Die Ruhezeit verbringen die Raupen in einem Hibernarium. Sie sind darin mit ihrem dichten Haarkleid so gut geschützt, dass sie Temperaturen von bis zu −70 °C überstehen können. Als Gefrierschutzmittel bilden sie außerdem Glycerin. Hauptnahrungspflanze der Raupen ist die Arktische Weide (Salix arctica).